# Grimpa-soques pigat
El grimpa-soques pigat (Lepidocolaptes affinis) és una espècie d'ocell de la família dels furnàrids (Furnariidae).
Habita la slva humida, clars i bosc obert a les muntanyes de Mèxic cap al sud fins l'oest de Panamà.

## Taxonomia
Segons la classificació de IOC World Bird List (versió 10.2, 2020) aquesta espècie conté tres subespècies:
- L. a. lignicida (Bangs et TE Penard, 1919), del nord-est de Mèxic.
- L. a. affinis (Lafresnaye, 1839), des del sud de Mèxic fins al nord de Nicaragua.
- L. a. neglectus (Ridgway, 1909), de Costa Rica i Panamà occidental.

Segons però, la classificació de Handbook of the Birds of the World and BirdLife International Digital Checklist of the Birds of the World (versió 5, 2020)
l'última de les subespècies és en realitat una espècie de ple dret, de la següent manera
- Lepidocolaptes affinis (sensu stricto) - grimpa-soques pigat septentrional[3]
- Lepidocolaptes neglectus - grimpa-soques pigat meridional[4]